# Draga Olteanu-Matei
Draga Olteanu-Matei, née le 24 octobre 1933 à Bucarest (Roumanie) et morte le 18 novembre 2020, est une actrice roumaine.

## Biographie
En 2010, elle a reçu un prix Gopo pour l'ensemble de sa carrière.

## Galerie

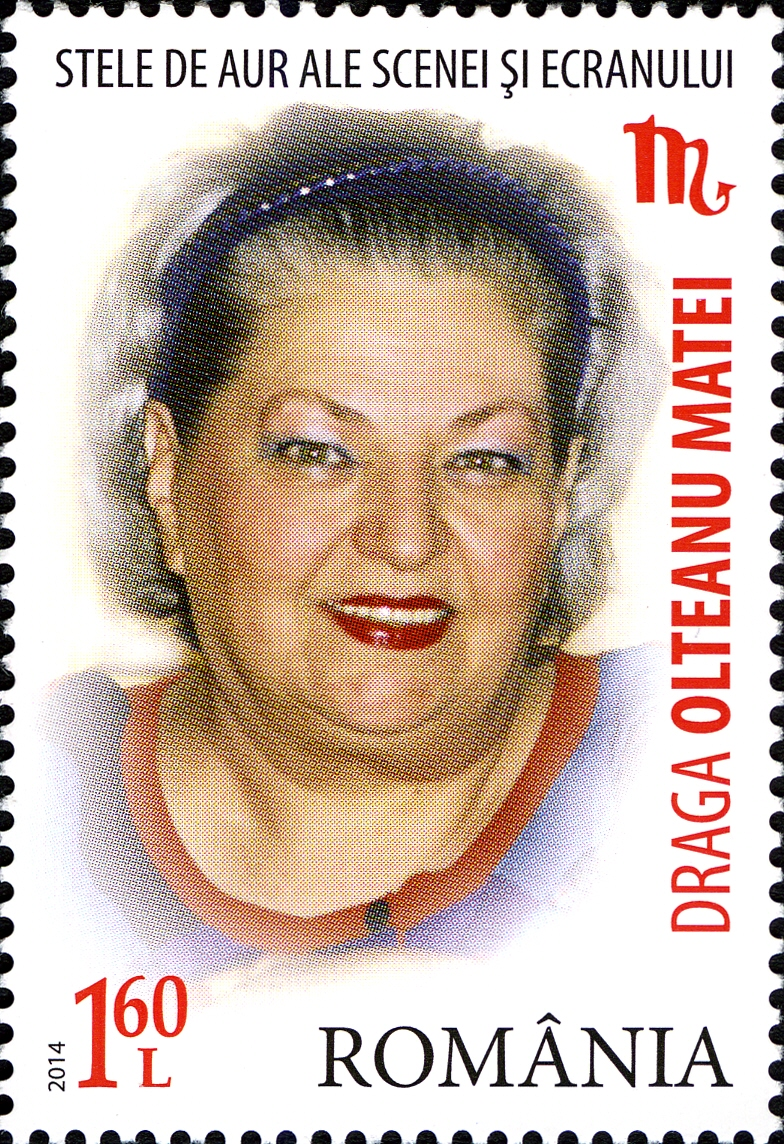
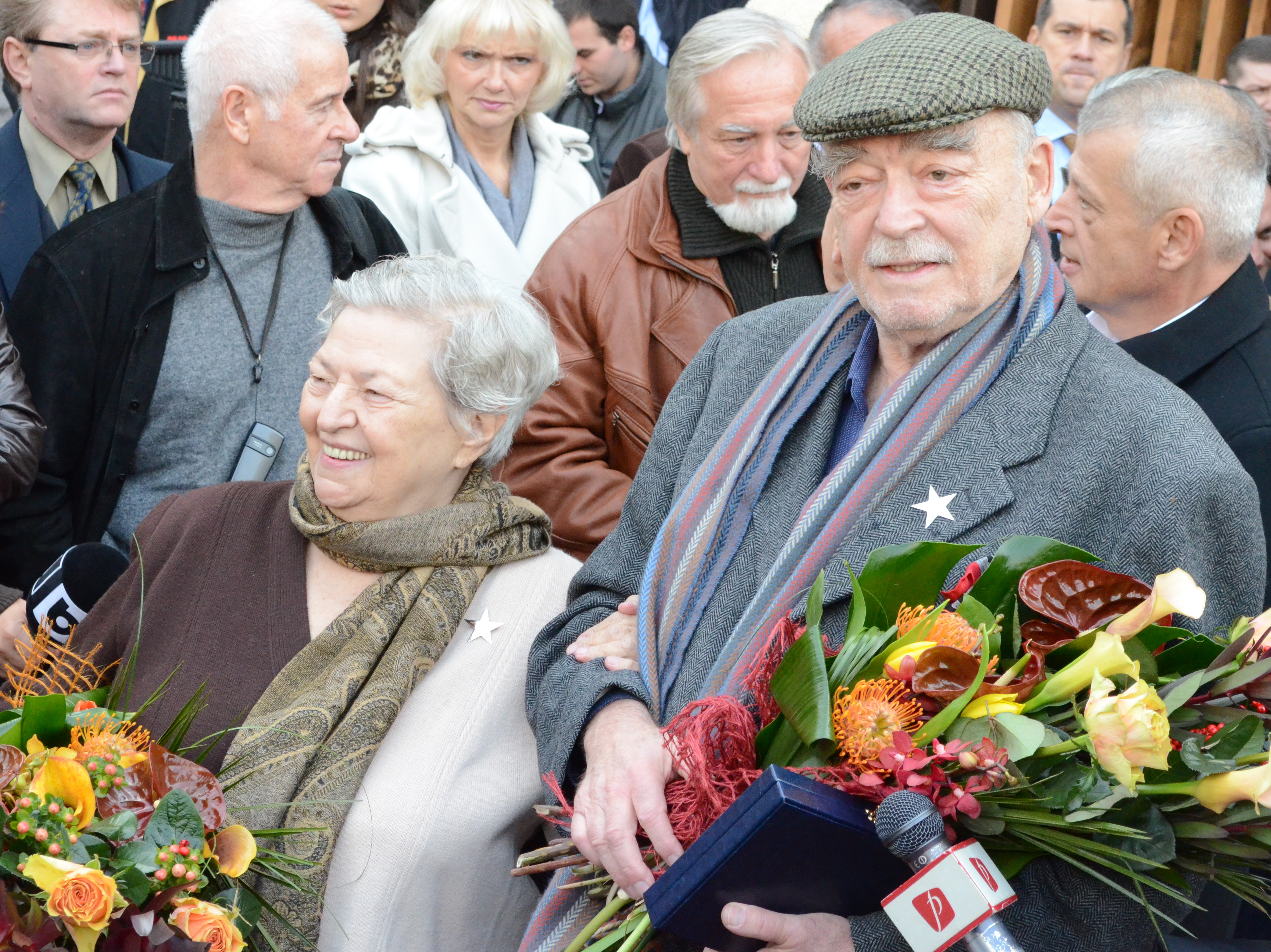
Avec Mircea Albulescu pour leur étoile sur le Walk of Fame Bucharest (en)

## Filmographie sélective
- 1979 : Nea Mărin miliardar